# نظير البروستاغلاندين
نظائر البروستاغلاندين (بالإنجليزية: Prostaglandin analogues)‏ هي فئة من الأدوية التي ترتبط بمستقبلات البروستاجلاندين. الاستخدام الواسع لنظائر البروستاجلاندين محدود بسبب الآثار الجانبية غير المرغوب فيها منها احتمالية التسبب في الإجهاض.

## الاستخدامات
تُستخدم نظائر البروستاغلاندين مثل الميزوبروستول في علاج قرحة الاثني عشر والمعدة. يحمي الميزوبروستول ونظائر البروستاجلاندين الأخرى بطانة الجهاز الهضمي من حمض المعدة الضار، ويوصى بها بشكل خاص لكبار السن عند تناول جرعات مستمرة من مضادات الالتهاب غير الستيروئيدية.
في مجال طب العيون تُستخدم عقاقير هذه الفئة لخفض ضغط العين (IOP) لدى الأشخاص المصابين بمرض الجلوكوما. حتى أواخر سبعينيات القرن الماضي كان يُعتقد أن البروستاجلاندين يرفع ضغط العين، لكن نُشرت ورقة في عام 1977 أظهرت أن البروستاغلاندين F2α يخفضه، ووجدت الدراسات اللاحقة أن هذا يرجع إلى زيادة تدفق الخلط المائي، وذلك أساسًا عن طريق استرخاء العضلة الهدبية، وربما أيضًا بسبب التغيرات في المصفوفة خارج الخلية واتساع المساحات داخل الشبكة التربيقية. أدى هذا العمل إلى تطوير العقاقير الأولية لـ PGF2α، بما في ذلك اللاتانوبروست، وهو نظير إيزوبروبيل لـ PGF2α، ووفِقَ من قبل إدارة الغذاء والدواء في عام 1996، كما ووفق على بيماتوبروست وترافوبروست عام 2001، بينما تافلوبروست ووفِقَ عليه عام 2012. ومع ذلك فهناك آثار جانبية ملحوظة مرتبطة بالاستخدام، بما في ذلك زيادة نمو الرموش، وتصبغ القزحية، وتغميق الجلد حول العين.

## روابط خارجية
- Prostaglandin+Analogues في المكتبة الوطنية الأمريكية للطب نظام فهرسة المواضيع الطبية (MeSH).